# Ondřej Kovařík
Ondřej Kovařík, né le 21 août à Kyjov, est un homme politique et diplomate tchèque. Membre d’ANO 2011 en tant qu’indépendant, il est député européen de 2019 à 2025.

## Biographie
Ondřej Kovařík étudie le commerce international ainsi que les études internationales et la diplomatie à la Faculté des relations internationales de l’École supérieure d'économie de Prague, où il obtient le titre d’ingénieur (Ing.). Il complète ensuite sa formation par un programme international en management de l’administration publique, développement régional et programmes de l’Union européenne à l’ENA à Strasbourg et Paris.
Entre 2003 et 2010, il travaille au Ministère tchèque des Affaires étrangères, notamment dans la section des relations économiques et à l’ambassade tchèque à Ottawa, où il dirige le secteur de la diplomatie économique. De 2007 à 2009, il contribue à la préparation du présidence tchèque du Conseil de l’UE au sein du Bureau du gouvernement tchèque, se concentrant sur les questions de sécurité, de transport et de coordination interministérielle. À partir de 2010, il rejoint le Ministère tchèque de la Défense, où il dirige le cabinet du premier vice-ministre et représente la Tchéquie auprès de l’Agence européenne de défense.
De 2015 à 2019, il est conseiller principal de la délégation d’ANO 2011 au Parlement européen et assistant de l’eurodéputée Dita Charanzová,.

### Carrière politique
Lors des élections européennes de 2019, Ondřej Kovařík est élu député européen comme indépendant pour ANO 2011, figurant en 6e position sur la liste du parti,,. Il siège au sein du groupe Renew Europe et participe aux commissions suivantes :
- Commission des affaires économiques et monétaires (ECON) ;
- Commission des transports et du tourisme (TRAN, membre suppléant) ;
- Commission des libertés civiles, de la justice et des affaires intérieures (LIBE, membre suppléant) ;
- Sous-commission des affaires fiscales (FISC, membre suppléant).

Il est également membre de la délégation pour les relations avec le Canada (D-CA) et membre suppléant des délégations pour les relations avec le Royaume-Uni, la Suisse, la Norvège, l’Islande et l’Espace économique européen.
En juin 2024, il est réélu député européen, toujours comme indépendant pour ANO 2011, en 7e position sur la liste,. Il rejoint alors le groupe Patriotes pour l'Europe. En avril 2025, il annonce son intention de quitter son mandat pour des raisons familiales, et sa démission prend effet le 30 juillet 2025.